# Брокер (фільм, 2022)
Брокер — художній фільм японського режисера Хірокадзу Корееди, прем'єра якого відбулася 26 травня 2022 року на Каннському кінофестивалі. Головну роль у картині зіграв Сон Кан Хо, який отримав приз фестивалю за найкращу чоловічу роль.

## Сюжет
Сан Хен (Сон Кан Хо) — власник пральні і волонтер в сусідній церкві, де працює його друг Дон Су (Кан Дон Вон). Вони разом займаються незаконним бізнесом: Сан Хен періодично краде немовлят із церковного бебі-боксу за допомогою Дон Су, який видаляє записи з камер відеоспостереження церкви, які показують, що там залишили дитину. Після цього вони продають їх на чорному ринку усиновлення. Але коли молода мати Зо Ен (Лі Джи Ин), яка кинула свою дитину, повертається, вона виявляє їх і вирішує вирушити разом з ними в подорож, щоб опитати потенційних батьків дитини. Тим часом два детективи, Су Джин (Пе Ду На) і її напарниця детектив Лі (Лі Джу Йон), виходять на їхній слід.

## У ролях
| Актор       | Роль        |
| ----------- | ----------- |
| Сон Кан Хо  | Сан Хьон    |
| Кан Дон Вон | Дон Су      |
| Пе Ду На    | Су Джин     |
| Лі Джи Ин   | Со Йон      |
| Лі Джу Йон  | детектив Лі |

## Виробництво та прем'єра
«Брокер» був анонсований 26 серпня 2020. Прем'єра фільму відбулася 26 травня 2022 року на Каннському кінофестивалі. 8 червня 2022 року «Брокер» вийшов у прокат.

### Зйомки
Зйомки пройшли у квітні — червні 2021 року у містах Пхохан, Ульджин та Самчхок.

### Музика
Музику написав композитор Чон Дже Іль, який раніше написав музику до фільму "Паразити " та веб-серіалу "Гра в кальмара ". Реліз саундтреку відбувся 15 червня 2022.

## Нагороди та номінації
| Нагорода                                | Дата церемонії                   | Категорія                          | Номінант          | Результат | Прим.         |
| --------------------------------------- | -------------------------------- | ---------------------------------- | ----------------- | --------- | ------------- |
| Каннський кінофестиваль                 | 27 — 28 травня 2022              | Золота пальмова гілка              | Брокер            | Номінація | [ 7 ]         |
| Каннський кінофестиваль                 | 27 — 28 травня 2022              | "Приз екуменічного журі "          | Брокер            | Перемога  | [ 8 ] [ 9 ]   |
| Каннський кінофестиваль                 | 27 — 28 травня 2022              | "Приз за найкращу чоловічу роль "  | Сон Кан Хо        | Перемога  | [ 10 ]        |
| Мюнхенський кінофестиваль               | 2 липня 2022                     | «Премія ARRI»                      | Брокер            | Перемога  | [ 11 ]        |
| Єрусалимський міжнародний кінофестиваль | 21 — 31 липня 2022               | «Найкращий фільм іноземною мовою»  | Брокер            | Номінація | [ 12 ]        |
| Норвезький кінофестиваль                | 20 — 26 серпня 2022              | «Ray of Sunshine Award»            | Брокер            | Перемога  | [ 13 ]        |
| Венеціанський кінофестиваль             | 31 серпня — 10 вересня 2022 року | «Robert Bresson Award»             | Хірокадзу Кореєда | Перемога  | [ 14 ]        |
| Премія мистецтв Пексан                  | 28 квітня 2023 року              | Найкраща чоловіча роль             | Сон Кан Хо        | Номінація | [ 15 ] [ 16 ] |
| Премія мистецтв Пексан                  | 28 квітня 2023 року              | Найкраща акторка другого плану     | Пе Ду На          | Номінація | [ 15 ] [ 16 ] |
| Премія мистецтв Пексан                  | 28 квітня 2023 року              | Найкращий акторський дебют (жінки) | Лі Чі Ин          | Номінація | [ 15 ] [ 16 ] |
| Азійська кінопремія                     | 2023                             | Найкращий режисер                  | Хірокадзу Корееда | Перемога  | [ 17 ]        |